# جميلة عزيز
جميلة عزيز (1 فبراير 1971 -)، ممثلة مصرية.

## مسيرتها
كانت بدايتها من خلال المشاركة بالمسلسلات التلفزيونية منذ عام 1995. فهي تحمل من مدرسة ليسية الحرية اللغة الفرنسية وليسانس آداب قسم فرنسي جامعة عين شمس، وحاصلة على ماجيستير في الأدب الفرنسي من جامعة عين شمس
ولديها خبره أيضا في مجال السياحة والإدارة حيث عملت اثناء دراستها في السياحة وفي شركة خدمات بترولية، لكن لم تستطيع ان توفق بين الكلية والعمل والمسرح كانت مسرحية بالعربي الفصيح فتركت عملها وتفرغت لدراستها وعملها في المسرح مع الاستاذ محمد صبحي مسرحية بالعربي الفصيح
بعدها مسرحية ماما أمريكا مع الاستاذ محمد صبحي والفنانة هناء الشوربجي ومسلسل يوميات ونيس

## وصلات خارجية
- جميلة عزيز على موقع الدهليز
- جميلة عزيز على موقع قاعدة بيانات الأفلام العربية